# Cartoon Wars II
Pour les articles homonymes, voir Cartoon Wars.
Cartoon Wars II (Cartoon Wars Part II en version originale) est le quatrième épisode de la dixième saison de la série animée South Park, ainsi que le 143e épisode de l'émission. C'est aussi le deuxième épisode d'un diptyque qui commence avec Cartoon Wars I. C'est le premier épisode de la série à être victime de la censure, puisqu'une scène représentant le prophète Mahomet n'a pas pu être diffusée.

## Synopsis
Au début de l'épisode, il est annoncé que la deuxième partie de l'histoire ne sera pas diffusée, et qu'un épisode de reTerrance et Philippe sera montré à la place. Cet épisode contient une image du prophète Mahomet, qui est finalement censurée par la chaîne CBC. Après la diffusion, les deux humoristes se rendent chez le directeur de CBC pour se plaindre de cette censure, en lui disant que la série Les Griffin va, elle, diffuser une image non censurée de Mahomet. Le directeur leur répond que cela n'a aucune importance, car selon lui l'épisode des Griffin va lui aussi être censuré. C'est à ce point que l'histoire rejoint celle du premier épisode.
Ayant laissé Kyle blessé sur le bord de la route au premier épisode, Cartman arrive dans les studios de la Twentieth Century Fox à Los Angeles. Il y rencontre Bart Simpson qui, comme lui, veut faire cesser la diffusion de la série Les Griffin. À la suite d'un petit concours pour savoir qui est le plus méchant entre eux deux, Cartman parvient à convaincre Bart de le laisser prendre les choses en main tout seul.  Cartman rencontre les responsables de la chaîne et prétend être un petit danois du nom de Danny Pocket, dont le père a été tué dans un attentat à la suite de la controverse des images de Mahomet dans le journal danois Jyllands-Posten. Il leur demande de faire annuler l'épisode. Les responsables, touchés par son histoire, lui disent que les auteurs de la série refusent catégoriquement toute forme de censure, mais ils l'encouragent à rencontrer les auteurs pour essayer de les faire changer d'avis.
Kyle arrive lui aussi aux studios de la Fox pour faire échouer le plan de Cartman, mais Bart Simpson parvient à l'assommer et à l'enfermer dans un filet. Pendant ce temps, le président Bush organise une conférence de presse en disant aux journalistes que l'on ne peut rien faire contre les auteurs de la série Les Griffin, car ils refusent la censure et ils sont protégés par le Ier amendement de la constitution. Cartman parvient finalement à rencontrer les auteurs des Griffin, mais sa surprise est de taille et il se rend vite compte qu'il va avoir beaucoup de mal à négocier avec eux.
Malgré les efforts des auteurs à imposer leurs idées à Comedy Central, la chaîne a finalement  refusé de diffuser l'image de Mahomet et l'a censurée, mais pas celle de Jésus. Le producteur exécutif de la série, Anne Garefino, a révélé que les producteurs avaient donné le choix aux auteurs de censurer la scène de Mahomet eux-mêmes, ou de laisser la chaîne Comedy Central le faire. Ils ont choisi de faire le message d'explications eux-mêmes.

## Controverse
Le 20 avril 2006, le Parents Television Council, un des groupes de surveillance des médias les plus influents aux États-Unis, a critiqué l'épisode pour avoir dépeint une désacralisation de Jésus Christ, ce qui est paradoxalement ce que l'épisode tend à démontrer.
Le choix de ne pas censurer l'image du Christ en sachant que celle de Mahomet le serait fut aussi très critiqué par William A. Donohue du groupe d'anti-diffamation de la Ligue Catholique. Donohue, qui par ailleurs critique souvent South Park, a déclaré que Stone et Parker oubliaient leurs principes et que « les hypocrites ultimes ne sont pas Comedy Central - c'est à eux que revient la décision de diffuser ou non l'image de Mahomet - mais ce sont Parker et Stone »,.
Ces critiques ont donné lieu à Le Fantastique Mystère de Pâques, une réponse à l'œuvre critique de William A. Donohue.
Les deux épisodes sont absents du catalogue Prime Video et l'épisode est aussi absent du catalogue Paramount+ en France.

## Guest stars
- George W. Bush (caricature et photo)
- Carson Kressley (photo)
- Tom Cruise (photo)
- Katie Holmes (photo)
- Ayman al-Zawahiri (vidéo)
- Oussama ben Laden (vidéo)
- Bart Simpson : il est d'ailleurs doublé par Joëlle Guigui qui fait la voix de Bart dans la version française des Simpson (dans la version originale, Bart n'est pas doublé par sa comédienne habituelle mais par Mona Marshall).